# Wiesława Bardonowa
Wiesława Bardonowa właśc. Wiesława Bardon (ur. 1927, zm. 29 stycznia 2016 w Warszawie) – polski prawnik, prokurator; w latach 80. pełniła funkcję naczelnika Wydziału Śledczego Prokuratury Wojewódzkiej w Warszawie.
Od lat 60. XX wieku była oskarżycielem publicznym w procesach politycznych. Zajmowała się sprawami politycznym wraz z grupą podległych jej prokuratorów, w skład której wchodzili m.in. Anna Detko-Jackowska, Krystyna Bartnik i Maciej Białe. Dyspozycyjna wobec SB i ówczesnych władz partyjnych. 
Odeszła z pracy w prokuraturze we wrześniu 1990, nie poddając się weryfikacji. Nie poniosła konsekwencji dyscyplinarnych, ani karnych.
Zmarła 29 stycznia 2016 w Warszawie, pochowana na cmentarzu na Starych Powązkach.

## Odznaczenia
- Złota odznaka honorowa „Za Zasługi dla Warszawy” (1979)[3]